# Marise Ferro
Marise Ferro, pseudonimo di Maria Luisa Ferro (Ventimiglia, 21 giugno 1905 – Sestri Levante, 2 ottobre 1991), è stata una scrittrice, giornalista, saggista nonché traduttrice italiana, moglie in prime nozze dello scrittore Guido Piovene e in seconde nozze del critico letterario Carlo Bo.
Il padre, Giovanni Battista Ferro (1878-1959) , di origini piemontesi, era un colonnello dell'esercito; la madre, Vilna Viale (1884-1961) , era figlia di un armatore ventimigliese e di una donna di origini francesi. I genitori si separeranno poco dopo la nascita della sorella Silvana, nel 1911; quest'ultima morirà in un incidente d'auto nell'aprile del 1979.
Nel 1978 il suo ultimo romanzo, La sconosciuta, ha vinto il Premio Stresa di Narrativa.

## Opere

### Romanzi
- Disordine, 1932.
- Barbara, 1934.
- Trent'anni, 1940.
- Lume di luna, 1943.
- Memorie di Irene, 1944.
- Stagioni, 1946.
- La guerra è stupida, 1949.
- La violenza, 1967.
- Una lunga confessione, 1972.
- Irene muore, 1974.
- La ragazza in giardino, 1976.
- La sconosciuta, 1978.

### Saggi
- Le romantiche, 1958.
- La donna dal sesso debole all'unisex, 1970.